# Concertos de Brandenburgo

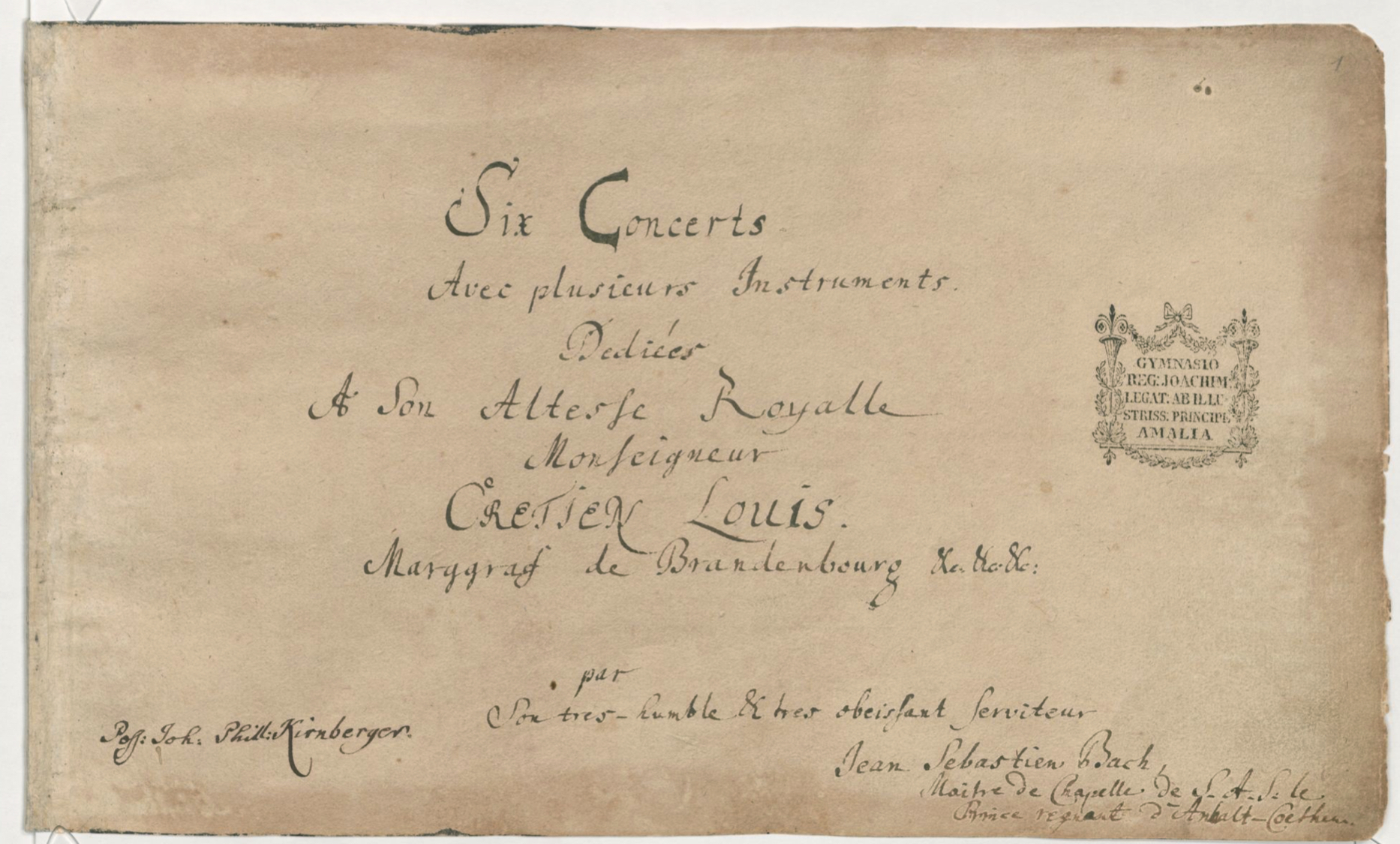
Página de título dos Concertos de Brandenburgo

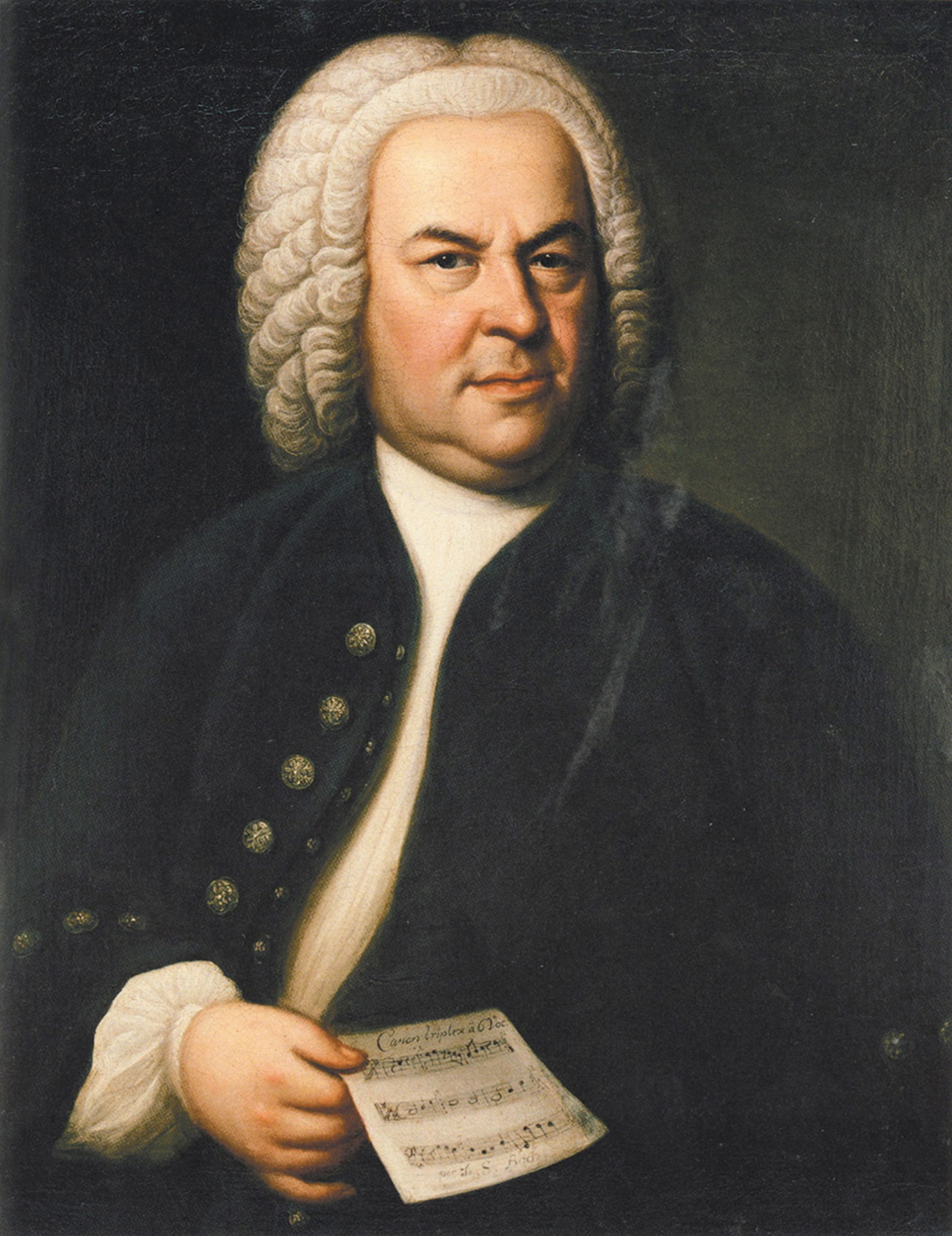
Johann Sebastian Bach

Os Concertos de Brandenburgo (BWV 1046-1051, título original: "Six Concerts avec plusieurs instruments", em alemão:  Brandenburgische Konzerte) são uma coleção de seis peças musicais composta por Johann Sebastian Bach entre 1718 - 1721, dedicados e apresentados a Cristóvão Ludovico de Brandemburgo-Schwedt em 1721. São amplamente considerados como expoentes da música do período barroco, além de estar entre os clássicos mais populares.

## História

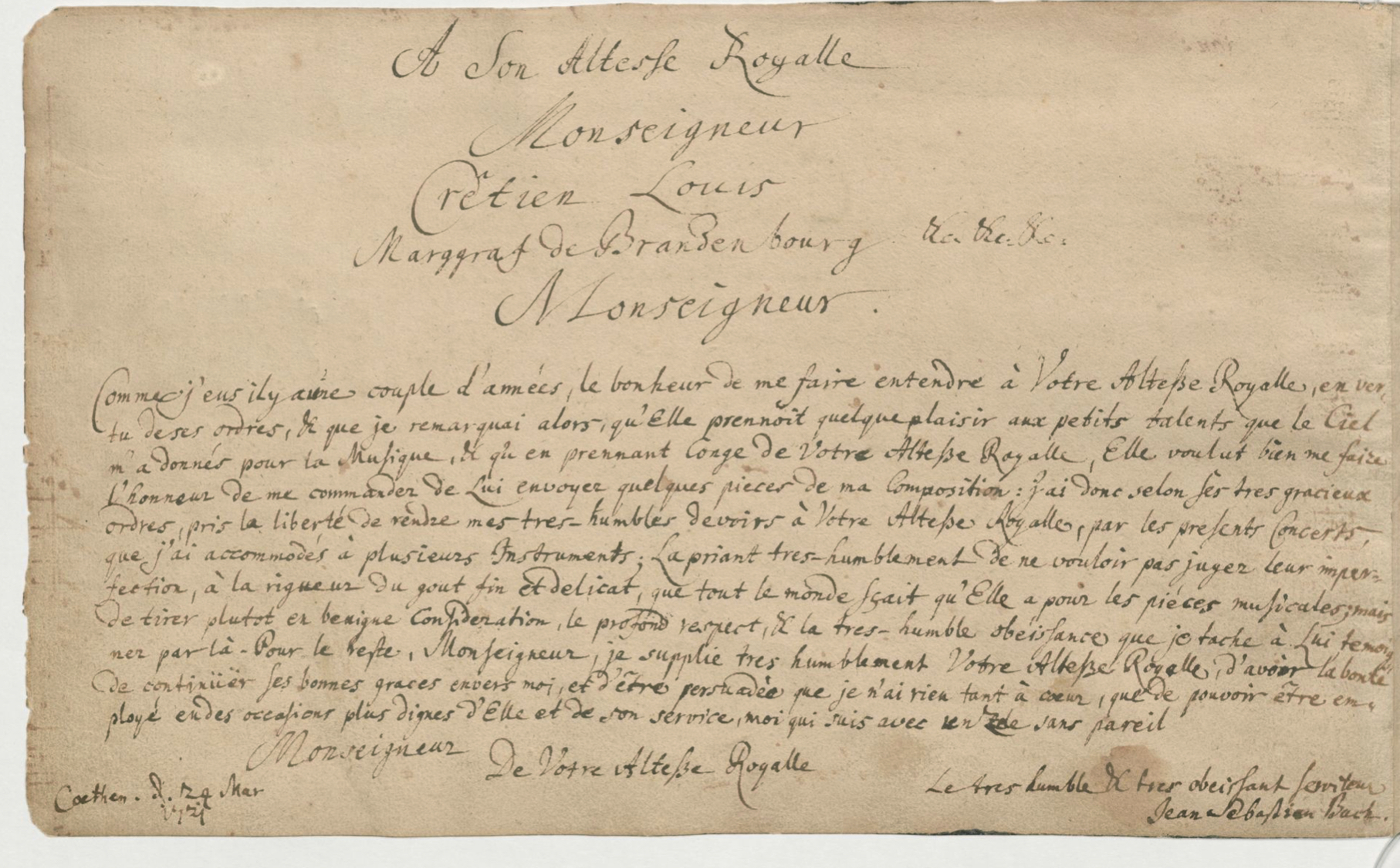
Dedicação do Concertos de Brandenburgo, Francês

Os concertos de Brandenburgo foram solicitados por Cristóvão, que era um colecionador de música, após este ouvir Bach (então mestre de capela) tocando na propriedade de um príncipe rival.
A página dedicatória que Bach escreveu para a coleção indica que eles são "Concerts avec plusieurs instruments" (Concertos para vários instrumentos). Bach usou o "espectro mais amplo de instrumentos orquestrais... em combinações ousadas," como citado por Christoph Wolff. Heinrich Besseler notou que o número de músicos requeridos (exceto o primeiro concerto, que foi reescrito para uma ocasião especial) coincide exatamente com os 17 músicos que Bach tinha à sua disposição em Köthen.
Estes trabalhos foram esquecidos na biblioteca do marquês até sua morte em 1732 quando foram vendidos por poucos centavos. Os concertos foram descobertos em arquivos de Brandemburgo no século XIX sendo publicados em 1850.

## Concertos individuais
A coleção é composta pelos seguintes concertos:

### Concerto No. 1 em Fá maior, BWV 1046
1. (Allegro moderato)
2. Adagio
3. Allegro
4. Menuetto - Trio I - Menuetto da capo - Polacca - Menuetto da capo - Trio II - Menuetto da capo

Orquestração: duas trompas de caça, três oboés, um fagote, violino piccolo, dois violinos, uma viola, um violoncelo e baixo contínuo (cravo).
Este é o único concerto da coleção com quatro movimentos. Uma versão anterior (Sinfonia, BWV 1046a) que não usa o violino piccolo foi usada para a abertura da cantata BWV 208. Essa versão não contém todo o terceiro movimento e nem a Pollaca do movimento final, deixando-o Menuetto - Trio I - Menuetto - Trio II - Menuetto. O primeiro movimento também pode ser encontrado como a sinfonia da cantata Falsche Welt, dir trau ich nicht, BWV 52. O terceiro movimento - Allegro - pode ser encontrado como o Coro da Catata Vereinigte Zwietracht der wechselnden Saiten BWV 207. 

### Concerto No. 2 em Fá maior, BWV 1047
1. Allegro Moderato
2. Andante
3. Allegro assai

Concertino: trombeta natural em F, flauta doce, oboé, violino
Ripieno: Dois violinos, viola, violone (instrumento parecido com um contrabaixo e que pode ter de três a seis cordas), baixo contínuo (cravo).
Os concertos No. 2 e No. 5 evocam uma espécie de pirâmide de três picos que tem como base os instrumentos de corda, acima os solistas e, no topo um único solista mais ágil e importante (trompeta no No. 2 e cravo no No. 5).

### Concerto No. 3 em Sol maior, BWV 1048
1. (Allegro moderato)
2. Adagio
3. Allegro

Orquestração: três violinos, três violas, três violoncelos e baixo contínuo (cravo).
O terceiro concerto da coleção é talvez o mais popular desta. A influência italiana presente no segundo concerto permanece no terceiro, embora com uma importante mudança na orquestração, pois Bach deixa de lado os instrumentos de sopro para focar totalmente nas cordas. O concerto todo é construído a partir de mínimas células rítmicas que constituem a base dos diferentes temas melódicos, trabalhados em contraponto, com os diferentes grupos de instrumentos ora separando-se, ora se opondo, ora unindo-se em um tutti.

### Concerto No. 4 em Sol maior, BWV 1049
1. Allegro
2. Andante
3. Presto

Concertino: Violino e duas flautas doce
Ripieno: Dois violinos, duas violas, dois violoncelos, violone e baixo contínuo.
O quarto concerto da série é um dos mais iluminados quanto a sua expressão e um dos mais modernos quanto a sua concepção, pois anuncia claramente o modelo de concerto que florescerá no estilo galante (fim do período barroco) e mais tarde no período clássico.
A parte do violino no primeiro e terceiro movimento é extremamente virtuosa. No segundo movimento, o violino proporciona um baixo enquanto o grupo de concertino toca desacompanhado.
Bach adaptou o Concerto No. 4 como o último de sua série de concertos para cravo, o concerto para cravo, flauta doce e cordas em F maior, BWV 1057. Assim como toma o papel do violino solo, o cravo também toma algumas partes da flauta doce no andante, às vezes toca o baixo contínuo e ocasionalmente adiciona uma quarta parte de contraponto (algo que Bach fazia ocasionalmente enquanto improvisava). O concerto para cravo é, portanto, mais do que uma simples transcrição.

### Concerto No. 5 em Ré maior, BWV 1050
1. Allegro
2. Affettuoso
3. Allegro

Ao desenrolar do primeiro movimento do Concerto No. 5, o cravo parece ao primeiro momento, estar tocando um papel de acompanhante. Mas com o tempo, ele se torna mais firme até finalmente irromper em uma impressionante cadenza de tremenda dificuldade. O violino e flauta dividem o solo no início, mas quando a cadenza começa eles são levados à sombra.
Acredita-se que esse concerto foi escrito em 1719, para mostrar um novo cravo de Michael Mietke que Bach tinha trazido de Berlim para a corte de Köthen. Também se pensa que foi escrito para uma competição em Dresden com o compositor e organista francês Louis Marchand; no movimento central Bach usa um dos temas de Marchand. Marchand deixou a competição antes que ela pudesse acontecer, aparentemente amedrontado com a grande reputação de Bach para o virtuosismo e improvisação.
Todo o concerto é bem adequado para mostrar as qualidades de um bom cravo e a virtuosidade de seu intérprete, mas especialmente na longa cadenza do primeiro movimento. Parece quase certo que Bach, um grande organista e virtuoso cravista, tenha sido o cravista na estreia. Estudiosos tem visto essa obra como o primeiro exemplo de concerto com uma parte solo de teclas.
Uma versão anterior, BWV 1050a, tem inúmeras pequenas diferenças da versão posterior, mas as duas principais são: não existem partes para o violoncelo, e existe uma pequena e menos elaborada cadenza de cravo no primeiro movimento.

### Concerto No. 6 em Si maior, BWV 1051
1. (Allegro)
2. Adagio ma non troppo
3. Allegro

O último concerto da série foi escrito para uma combinação de instrumentos de cordas que é incomum de diversas maneiras. Primeiramente, ele não usa violinos. Em segundo, os instrumentos solo — duas violas da braccio e um cello — e os instrumentos de acompanhamentos — duas violas da gamba e um cravo — são incomuns para Bach.
As duas violas começam o primeiro movimento com um vigoroso tema em um cânone, e enquanto o movimento progride, os outros instrumentos gradualmente entram na aparentemente ininterrupta invenção melódica, que mostra o domínio do compositor na polifonia